# Marion (Pennsylvanie)
Pour les articles homonymes, voir Marion.
Marion est une census-designated place située dans le comté de Franklin, dans le Commonwealth de Pennsylvanie, aux États-Unis.